# Ridge Racer 3D
Ridge Racer 3D (リッジレーサー 3D Rijji Rẽsā Surī Dī) es un videojuego de carreras exclusivo para Nintendo 3DS que es publicado y desarrollado por Namco Bandai Games. Las primeras imágenes del juego se filtraron a principios de noviembre de 2010, y Namco confirmó que el videojuego se lanzaría más adelante en 2011. Sin embargo, más tarde se reveló que era un título de lanzamiento, y se lanzó en Japón el 26 de febrero de 2011, y en Norteamérica el 22 de marzo de 2011, cinco días antes del lanzamiento de la propia Nintendo 3DS en esa región. Ridge Racer 3D también se lanzó en Europa el 25 de marzo de 2011 y en Australia el 31 de marzo de 2011.

## Jugabilidad
Ridge Racer 3D es un juego de carreras arcade que gira en torno a autos que corren por pistas de alta velocidad mientras se desplazan. Hay dos tipos principales de juego: Un jugador y Versus. Versus es un modo multijugador que permite jugar contra otros jugadores a través de una conexión inalámbrica en Standard Race, One-Make Race y Team Battle, ya sea organizando o uniéndose a una carrera usando el juego local de Nintendo 3DS.
Otros tipos de juego menores incluyen: Registros (que permiten al jugador ver sus registros logrados en un jugador y verificar clasificaciones locales basadas en registros adquiridos de amigos o vía StreetPass), reproductor AV (que permite ver repeticiones de carreras pasadas mientras escucha la música de su elección), Opciones y Garaje (que le permite ver y modificar los coches que el jugador ha adquirido).
- Modos de Un jugador:
- Grand Prix: compite en una serie de carreras para ganar nuevos autos y kits nitrosos o ponerlos a la venta.
- Quick Tour: Juega en una serie de carreras generadas automáticamente a partir de las preferencias del jugador:
- Tiempo de juego: Carrera con el límite de tiempo de 3 a 30 minutos, multiplica por 3 minutos.
- Tipo de curso: Recomendado, deriva o alta velocidad
- Categoría de carrera: elige entre cuatro categorías diferentes para competir.
- Carrera estándar: selecciona un coche y sigue para competir contra 7 oponentes.
- One-Make Race: selecciona una pista y compite contra 7 oponentes, todos con la misma máquina.
- Time Attack: Corre alrededor de una pista lo más rápido posible durante 3 vueltas para lograr el mejor tiempo o vencer a un fantasma.
- StreetPass Duel: compite contra los fantasmas de otros jugadores adquiridos a través de StreetPass.

### Deriva
Hay tres tipos de deriva en Ridge Racer 3D, son los siguientes:
- Suave: las máquinas suaves son más fáciles que las otras categorías y son mucho más rápidas de recuperar de una deriva, pero no pueden mantener derivaciones más largas muy bien.
- Dinámico: Las máquinas dinámicas son buenas para mantener derivas largas y son mucho más capaces de controlar derivas más aventureras, pero son más difíciles de recuperar de las derivaciones y más difíciles de controlar que las otras categorías.
- Estándar: este tipo de deriva es una buena combinación de los tipos de deriva leve y dinámica. Son buenos para controlar derivas más largas pero también para recuperarse de ellas.

### StreetPass
En Ridge Racer 3D, la función StreetPass se puede usar para duelos 1 contra 1. Estas carreras se realizan en forma de Duel Ghosts, que se descargan en el 3DS de los jugadores a través de StreetPass y luego se les permite usar en la carrera.

### Racing
Las reglas y regulaciones para las carreras difieren de una a otra, pero la sensación general de las carreras es la misma. El número de oponentes puede ser tan alto como 7 o incluso tan bajo como 1 (modos de duelo), aunque el número habitual de oponentes es 7 para la mayoría de las carreras. Antes de comenzar un evento o carrera, uno puede elegir si desea algún artículo de apoyo, como el inicio automático de cohetes, el inicio por encima del límite y las cargas nitrosas variables. Además, al elegir un automóvil, el jugador puede cambiar su configuración de apariencia y deriva, estos incluyen:
- Tipo Nitroso: Cómo se cargan, usan y exponen los indicadores nitrosos de uno
- Diseño del cuerpo: esto cambia las calcomanías y los esquemas de color en el automóvil.
- Finalizar: El tipo de pintura que tiene el auto.
- Color de la carrocería: elegir el color de la pintura del automóvil.

## Recepción
Ridge Racer 3D  tuvo éxito comercial. Durante su primera semana, vendió más de 34,000 copias. En total, el juego vendió más de 116,000 copias, 20,000 más que su predecesor portátil Ridge Racer Portable 2. De acuerdo con el sitio web del agregador de revisión Metacritic, el juego recibió "revisiones generalmente favorables" con un puntaje de 75/100.
Los críticos coincidieron en que 3D fue uno de los mejores títulos de lanzamiento para la consola, y mostró el potencial del sistema. IGN dijo que fue un gran título de lanzamiento para el 3DS, mientras que Joystiq afirmó que era uno de los mejores juegos disponibles para la consola. Eurogamer escribió que usa el hardware para su mayor ventaja, y como tal lo convirtió en un título valioso para el 3DS. Nintendo World Report claimed it was one of the most impressive launch titles available, as did Destructoid. IGN  afirmó además que el juego fue "un recordatorio bienvenido de la emoción de los cielos brillantes y el subviraje violento, y aunque no es un clásico, es una forma tan buena como cualquiera de entrar en la nueva y audaz consola de Nintendo". Varios críticos compararon el juego con otro título de lanzamiento del juego de carreras para la 3DS, llamado: Asphalt 3D, todos los cuales dijeron que Ridge Racer 3D la calidad y el pulido lo hicieron un producto muy superior.